# Violine
Pour l’article homonyme, voir Violine (bande dessinée).
D'abord nom d'une substance extraite de la violette, violine désigne quelques années plus tard une teinture d'aniline, puis, dans le domaine de la mode, une couleur, ou toute couleur, tendant sur le violet.
Le terme violine a aussi quelques acceptions plus rares, soit comme diminutif de viole, soit comme nom régional d'une poire dont la forme rappelle celle de cet instrument. Violine est aussi le prénom d'un personnage féminin du Décaméron de Boccace et de la pièce La reine Fiammette de Catulle Mendès (1889).

## Historique du terme
La violine est une substance toxique émétique extraite de la fleur appelée violette ou pensée par Boullay en 1828, qui lui donne ce nom.
La violine est aussi un colorant d'aniline. En 1859, le chimiste britannique David Price dépose en Angleterre et en France un brevet pour des colorants d'aniline.

« Les matières colorantes que l'auteur produit, comprennent des nuances de pourpre et de rose. À trois de ces nuances il donne les noms distincts de violine, purpurine, et roséine. Elles sont préparées de la manière suivante : pour le pourpre foncé ou violine, il fait usage d'un sel convenable d'aniline, donnant la préférence au sulfate »

— Le génie industriel, 1861.
L'Oxford English Dictionary définit la couleur comme « violet-bleu ». Le terme « purple » a en anglais une acception plus large que le français pourpre, s'étendant jusqu'au violet.
Les progrès dans la fabrication de teintures d'aniline sont rapides, et la variété de Price se joint au catalogue de son employeur, William Henry Perkins. Le nom, traité d'« arbitraire » par des chimistes reste associé à la variété qui donne le violet-bleu ; bien que les dictionnaires mentionnent plutôt la substance émétique.
En 1863, le nom de la teinture est celle d'une couleur à la mode. « Un autre charmant modèle est en velours plain nuance violine. Les brides du même chapeau sont en taffetas blanc, découpées plus larges du bas et à moitié bordées d'un biais en velours violine », le nom de couleur encore nouveau est en italique la première fois. Il n'est pas oublié en 1867 : « le haut d'une manche en faye violine unie comme la sous-jupe », mais pour Le Petit Journal, c'est encore une « nuance nouvelle » début 1868.
Le sens s'atténue ensuite pour signifier tendant sur le violet : « Le chapeau va tenir une place plus que jamais importante cet hiver dans la toilette des dames. (…) toutes les nuances violines, depuis le Parme jusqu'au Pétunia, en passant par tous les tons de cette gamme si variée et si douce », lit-on dans Le Figaro en 1894. Par la suite, comme violine est opposé à vieux rose et à mauve, il ne peut s'agir que de teintes assez sombres.
En 1891, une « étoffe nouvelle, à petits damiers crème et mauve-lilas, est baptisée violine ».